# 擺接堡
擺接一詞原為臺灣原住民平埔族社名，即原本位於今新北市板橋一帶之雷朗族擺接社，清治時期漢人移入擺接社域，形成漢人聚落擺接庄。至道光年間已以擺接作為堡名，是為擺接堡，範圍包括今新北市的板橋區、中和區、永和區之全部，土城區之大部分，及台北市萬華區之南部。
擺接堡西南邊為海山堡，西北邊為興直堡，東北邊為大加蚋堡，東南邊為文山堡。

## 歷史
1642年至1661年間，由荷蘭人所編製的戶口表，已有擺接（荷蘭語：Pattai）的存在 。依1654年的大臺北古地圖，擺接（荷蘭語：Paijtsie）被繪於今大漢溪的東南方，其範圍大約位於今日新北板橋一帶。
1740年（乾隆5年），福建分巡台灣道劉良璧所修之「重修福建臺灣府志」，提到擺接庄為淡水海防廳淡水保下轄之一。以庄稱呼即表示在此之前，已有漢人進入此區進行開墾至一定規模而能成聚落。道光年間，擺接已作為堡名，屬淡水廳，轄有17庄。
1895年（明治28年），臺北府改設臺北縣，擺接堡由台北縣直轄。1901年，改設臺北廳，擺接堡仍由台北廳直轄。至1920年（大正9年）改革地方制度，將轄區與海山堡合併為海山郡，擺接堡已不見於地方行政區劃。

## 管轄街庄
清領淡水廳時期的擺接堡下轄一街十六庄：
- 加臘仔庄、港仔嘴庄、芎蕉腳庄、龜崙蘭庄、枋寮街、新埔漧庄
- 南勢腳庄、後埔庄、員山仔庄、籐寮坑庄、冷水坑庄、社後庄
- 柑林陂庄、大安寮庄、員林仔庄、火燒庄、臼仔林溪州庄

日治時期的擺接堡共轄35個街庄：
- 今板橋區境內：枋橋街、後埔庄、四汴頭庄、湳仔庄、番仔園庄、沙崙庄、溪洲庄、深坵庄、埔墘庄、港仔嘴庄、下深坵庄、江仔翠庄、崁頭厝庄、新埔庄、社後庄
- 今中和區境內：漳和庄、中坑庄、四十張庄、外員山庄、員山仔庄、永和庄、南勢角庄
- 今永和區境內：龜崙蘭溪洲庄、潭墘庄、秀朗庄
- 今土城區境內：柑林陂庄、員林庄、清水坑庄、廷藔坑庄、埤塘庄、頂埔庄、媽祖田庄、大安藔庄
- 今新莊區境內：西盛庄
- 今萬華區境內：加蚋仔庄

## 擺接堡路
原為臺北縣土城市的防汛道路，由土城市民代表會徵詢居民意見，共同命名，於2008年拍板定案，正式把防汛道路土城段以老地名命名為「擺接堡路」。北起板橋環河西路五段，南端於三峽匯入臺三線。緊鄰大漢溪及其上游三峽河。惟擺接堡路城林大橋以南路段，為昔日頂埔與沛舍坡為海山堡範疇而非擺接堡。